# Presidentsverkiezingen in Chili
Presidentsverkiezingen in Chili worden om de vier jaar gehouden op de derde zondag van november (sinds 2013). Iedere Chileen van 18 jaar of ouder is stemgerechtigd. Algemeen kiesrecht (voor mannen en vrouwen) werd pas in 1970 ingevoerd. Op de dag van de presidentsverkiezingen worden tevens parlementsverkiezingen en regionale verkiezingen gehouden.
Een kandidaat moet een absolute meerderheid behalen om tot president te worden gekozen. Lukt dit niet in eens, dat volgt (precies een week later) een tweede ronde tussen de twee kandidaten die de meeste stemmen hebben gekregen in de eerste ronde. Tot 1989 was de situatie anders: de kandidaat met de meeste stemmen werd president. Een tweede ronde was toen nooit nodig.
De nieuwgekozen president treedt pas aan op het moment dat de termijn van de zittende president verstrijkt. Sinds 1990 is dat 11 maart.
Directe herverkiezing als president is niet toegestaan. Iedere partij of coalitie mag maar één kandidaat naar voren schuiven. Onafhankelijke kandidaten mogen ook aan de presidentsverkiezingen meedoen, maar moeten dan eerst een bepaald aantal handtekeningen verzamelen.
De laatste presidentsverkiezingen vonden eind 2021 plaats en werden gewonnen door Gabriel Boric. De volgende presidentsverkiezingen staan gepland in 2025.

## Presidentsverkiezingen van1946
- Datum: 4 september 1946

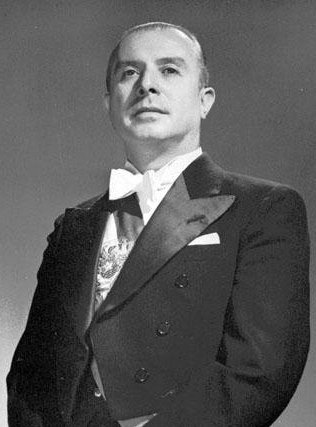
Gabriel González Videla (PR)
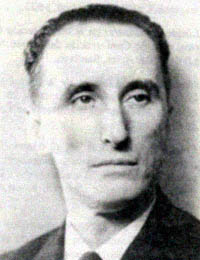
Eduardo Cruz-Coke (PCon)

| Kandidaat                     | Partij/coalitie | Eerste ronde (%) | Opmerking                                  |
| ----------------------------- | --------------- | ---------------- | ------------------------------------------ |
| Gabriel González Videla       | PR/ADCh         | 40,2             | Als president aangewezen door het Congres1 |
| Eduardo Cruz-Coke             | PCon/FN         | 29,81            | —                                          |
| Fernando Alessandri Rodríguez | PL              | 27,42            | —                                          |
| Bernardo Ibáñez               | PSCh            | 2,54             | —                                          |
| Totaal                        |                 | 100              |                                            |

- 1 = Gekozen met steun van de liberale parlementariërs.

## Presidentsverkiezingen van1952
- Datum: 4 september 1952

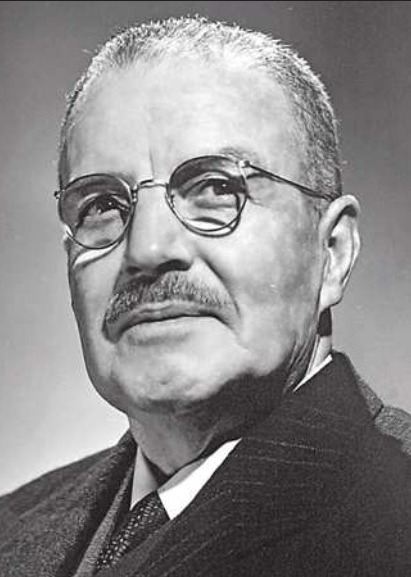
Carlos Ibáñez del Campo (Onafh.)
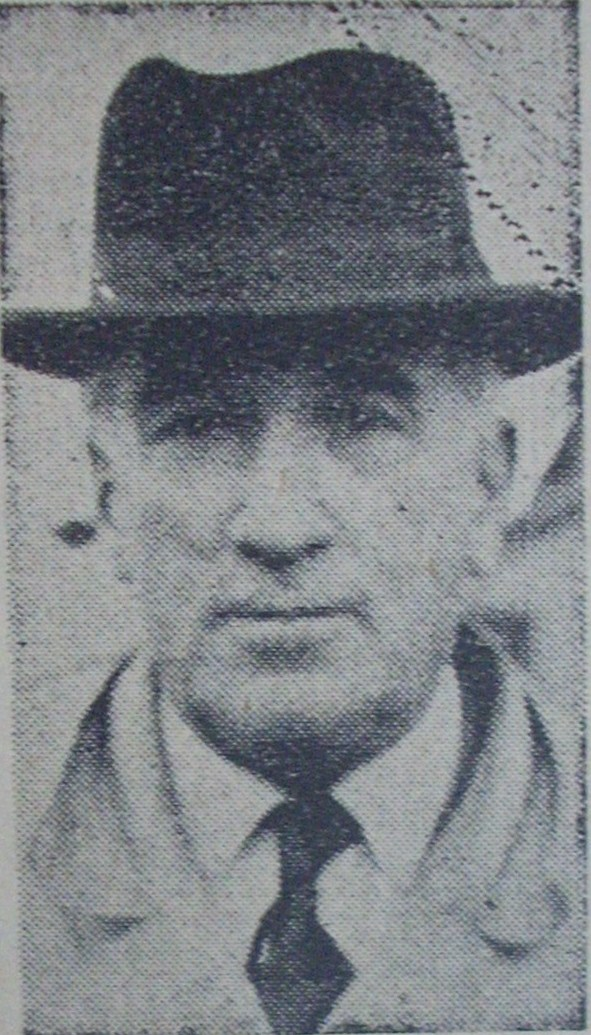
Arturo Matte (PL)

| Kandidaat                     | Partij/coalitie                             | Eerste ronde (%) | Opmerking                                  |
| ----------------------------- | ------------------------------------------- | ---------------- | ------------------------------------------ |
| Carlos Ibáñez del Campo       | Onafhankelijk/kleine populistische partijen | 46,8             | Als president aangewezen door het Congres1 |
| Arturo Matte Larraín          | Partido Liberal                             | 27,8             | —                                          |
| Pedro Enrique Alfonso Barrios | PR                                          | 20,0             | —                                          |
| Salvador Allende Gossens      | PSCh/FRAP                                   | 5,5              | —                                          |
| Totaal                        |                                             | 100              |                                            |

- 1 = Gekozen met steun van de kleinere populistische partijen en diverse socialisten.

## Presidentsverkiezingen van1958
- Datum: 4 september 1958

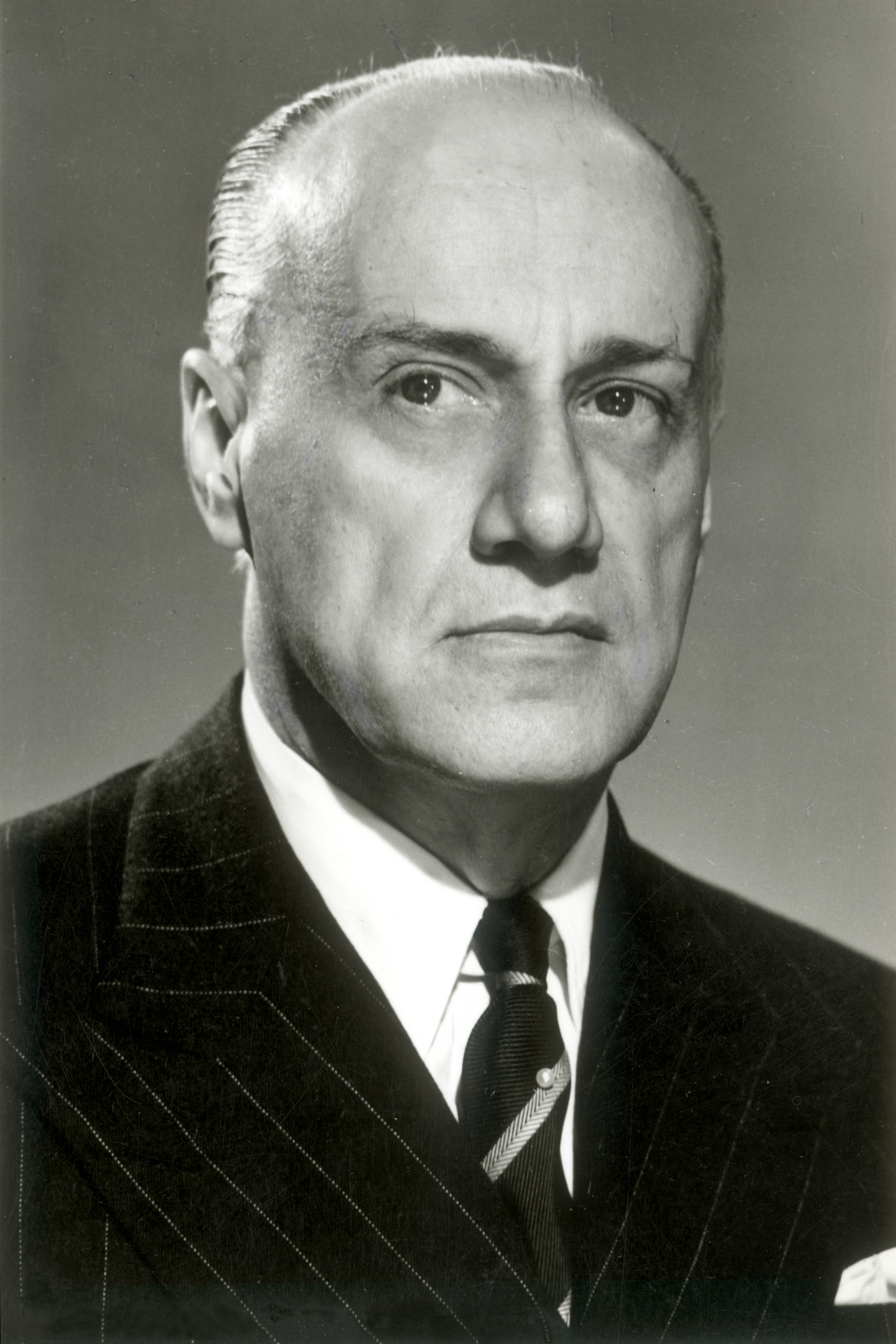
Jorge Alessandri (Onafh.)
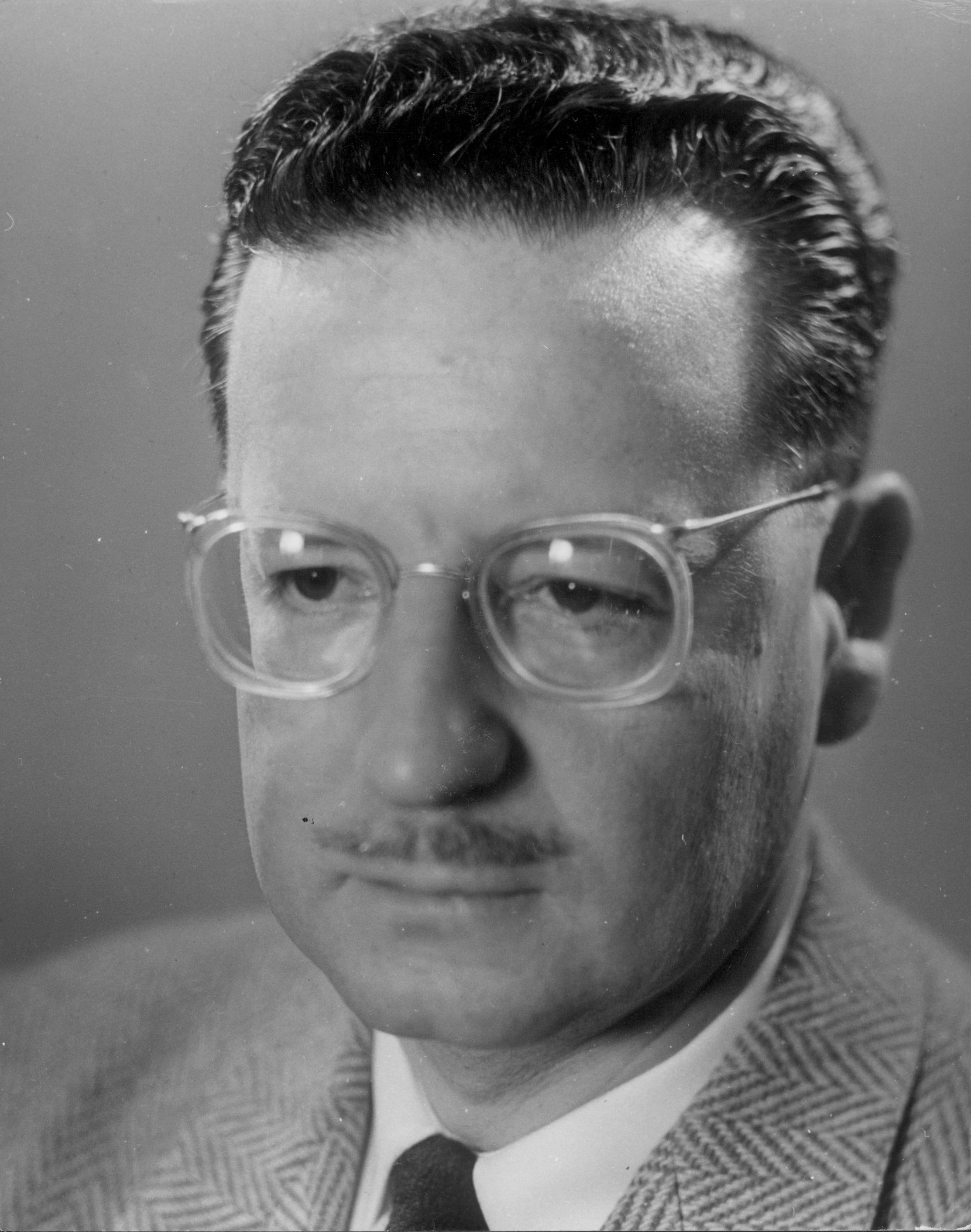
Salvador Allende (PSCh)
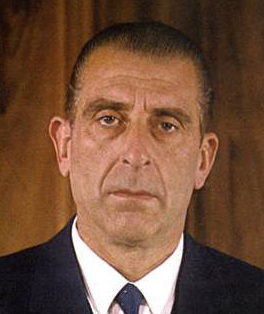
Eduardo Frei Montalva (PDC)

| Kandidaat                  | Partij/coalitie       | Eerste ronde (%) | Opmerking                                  |
| -------------------------- | --------------------- | ---------------- | ------------------------------------------ |
| Jorge Alessandri Rodríguez | Onafhankelijk/PL-PCon | 31,6             | Als president aangewezen door het Congres1 |
| Salvador Allende Gossens   | PSCh/FRAP             | 28,8             | —                                          |
| Eduardo Frei Montalva      | PDC                   | 20,7             | —                                          |
| Luis Bossay Leiva          | PR                    | 15,6             | —                                          |
| Antonio Zamorano Herrera   | Onafhankelijk         | 3,3              | —                                          |
| Totaal                     |                       | 100              |                                            |

## Presidentsverkiezingen van1964
- Datum: 4 september 1964

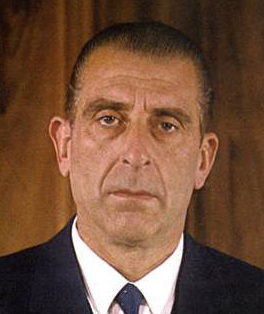
Eduardo Frei Montalva (PDC)
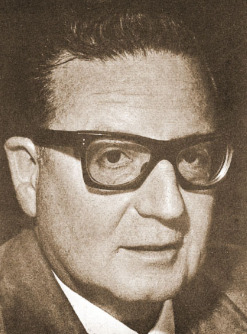
Salvador Allende (PSCh)
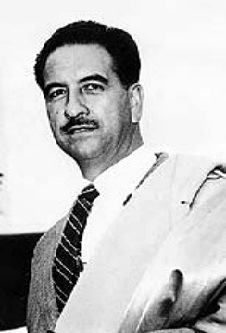
Julio Durán (PR)

| Kandidaat                | Partij/coalitie | Eerste ronde (%) |
| ------------------------ | --------------- | ---------------- |
| Eduardo Frei Montalva    | PDC             | 56,1             |
| Salvador Allende Gossens | PSCh/FRAP       | 38,9             |
| Julio Durán Neumann      | PR              | 5,0              |
| Totaal                   |                 | 100              |

## Presidentsverkiezingen van1970
- Datum: 4 september 1970

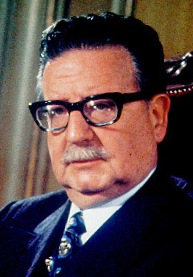
Salvador Allende (PSCh)
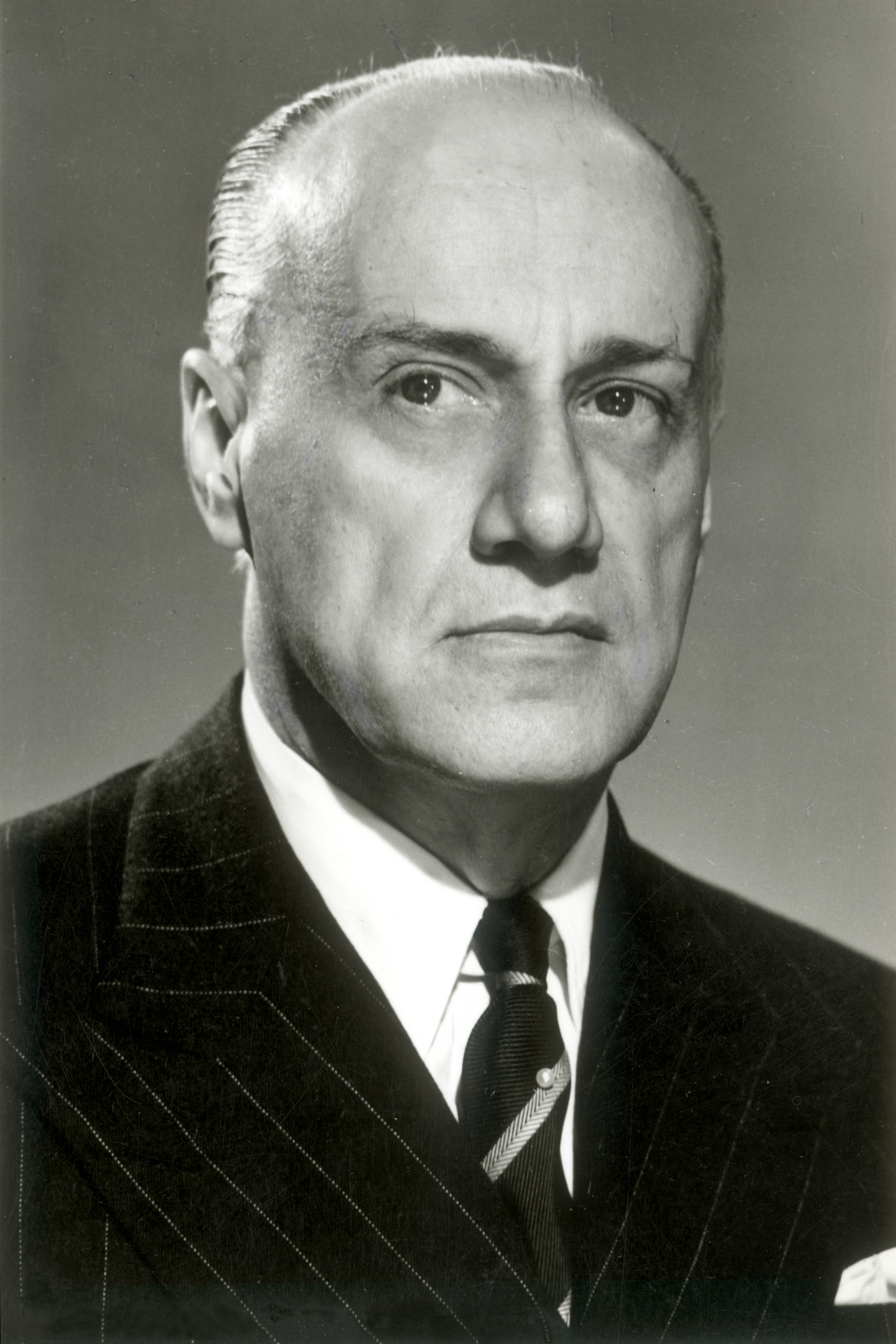
Jorge Alessandri (Onafh.)
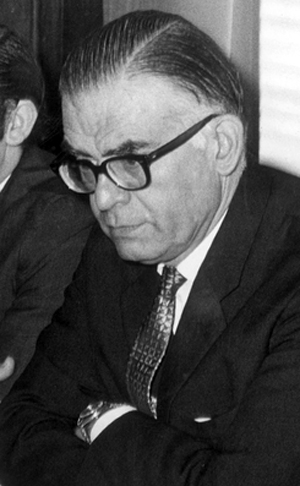
Radomiro Tomic (PDC)

| Kandidaat                  | Partij/coalitie  | Eerste ronde (%) | Opmerking                                  |
| -------------------------- | ---------------- | ---------------- | ------------------------------------------ |
| Salvador Allende Gossens   | PSCh/UP          | 36,61            | Als president aangewezen door het Congres1 |
| Jorge Alessandri Rodríguez | Onafhankelijk/PN | 35,27            | —                                          |
| Radomiro Tomic             | PDC              | 28,11            | —                                          |
| Totaal                     |                  | 100              |                                            |

- 1 = Werd met steun van de christendemocratische parlementariërs tot president gekozen die Allende boven Alessandri verkozen.

## Presidentsverkiezingen van1989
- Datum: 14 december 1989

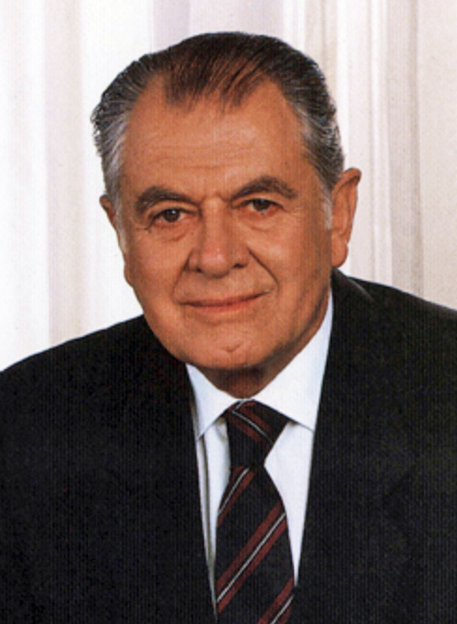
Patricio Aylwin (PDC)
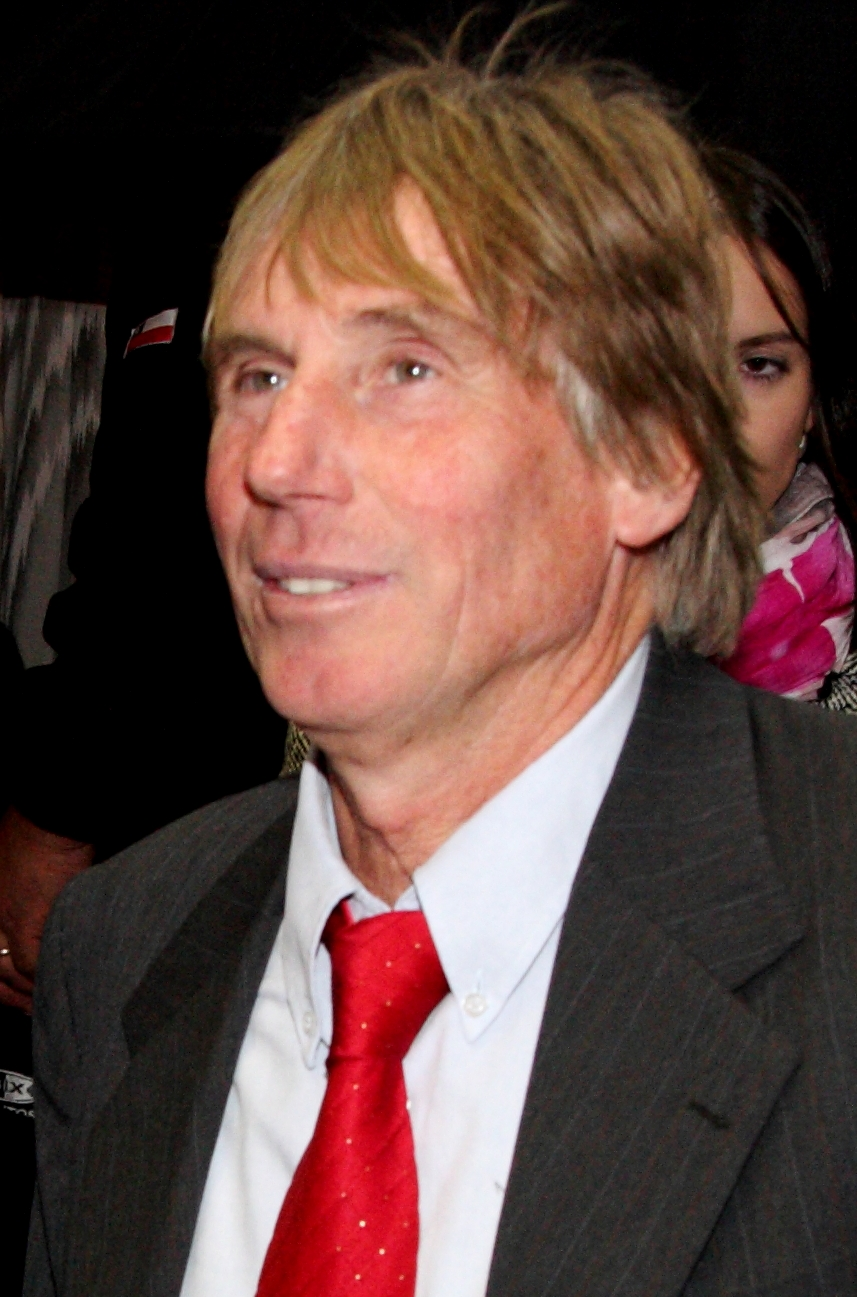
Hernán Büchi (Onafh.)
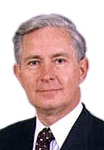
Francisco Javier Errázuriz (Onafh.)

| Kandidaat                  | Partij/coalitie   | Eerste ronde (%) |
| -------------------------- | ----------------- | ---------------- |
| Patricio Aylwin            | PDC/CPD           | 55,17            |
| Hernán Büchi               | Onafhankelijk/D&P | 29,40            |
| Francisco Javier Errázuriz | Onafhankelijk     | 15,43            |
| Totaal                     |                   | 100              |

## Presidentsverkiezingen van1993
- Datum: 11 december 1993

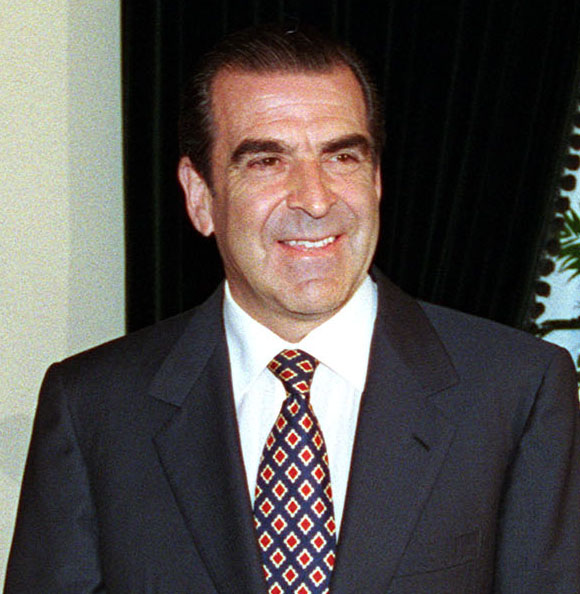
Eduardo Frei Ruiz-Tagle (PDC)
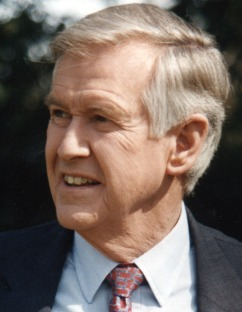
Arturo Alessandri Besa (Onafh.)

| Kandidaat               | Partij/coalitie   | Eerste ronde (%) |
| ----------------------- | ----------------- | ---------------- |
| Eduardo Frei Ruiz-Tagle | PDC/CPD           | 47,96            |
| Arturo Alessandri Besa  | Onafhankelijk/UPC | 24,42            |
| José Piñera             | Onafhankelijk     | 6,18             |
| Manfred Max-Neef        | Onafhankelijk     | 5,55             |
| Eugenio Pizarro         | Onafhankelijk     | 4,69             |
| Cristián Reitze         | AHV               | 1,17             |
| Totaal                  |                   | 100              |

## Presidentsverkiezingen van1999/2000
- Datum: 12 december 1999; tweede ronde: 16 januari 2000

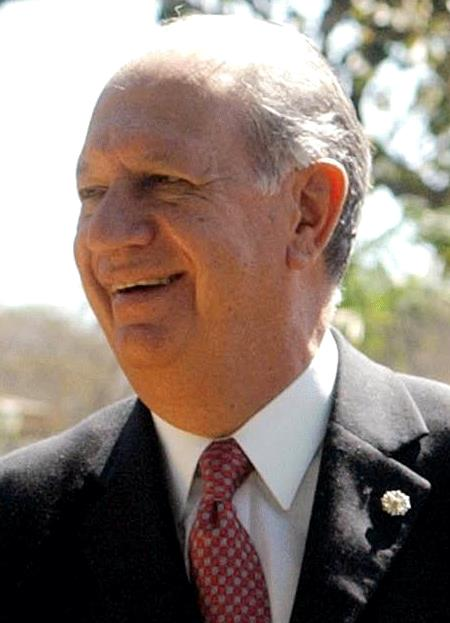
Ricardo Lagos (PPD)
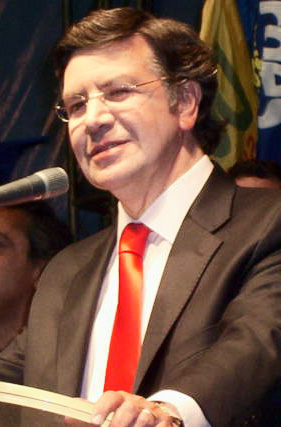
Joaquín Lavín (UDI)

| Kandidaat           | Partij/coalitie | Eerste ronde (%) | Tweede ronde (%) |
| ------------------- | --------------- | ---------------- | ---------------- |
| Ricardo Lagos       | PPD/CPD         | 47,96            | 51,31            |
| Joaquín Lavín       | UDI/APC         | 47,52            | 48,69            |
| Gladys Marín        | PCCh            | 3,19             | —                |
| Tomás Hirsch        | PH              | 0,51             | —                |
| Sara Larraín        | Onafhankelijk   | 0,44             | —                |
| Arturo Frei Bolívar | UCC             | 0,38             | —                |
| Totaal              |                 | 100              | 100              |

## Presidentsverkiezingen van2005/2006
- Datum: 11 december 2005; tweede ronde: 15 januari 2006

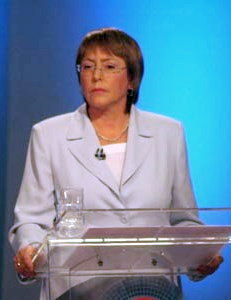
Michelle Bachelet (PS)
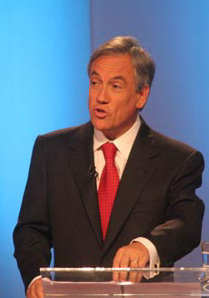
Sebastián Piñera (RN)

| Kandidaat                  | Partij/coalitie | Eerste ronde (%) | Tweede ronde (%) |
| -------------------------- | --------------- | ---------------- | ---------------- |
| Michelle Bachelet          | PS/CPD          | 45,96            | 53,49            |
| Sebastián Piñera Echenique | RN              | 25,40            | 46,50            |
| Joaquín Lavín Infante      | UDI             | 23,22            | —                |
| Tomás Hirsch Goldschmidt   | PH/JPM          | 5,40             | —                |
| Totaal                     |                 | 100              | 100              |

## Presidentsverkiezingen van2009/2010
- Datum: 13 december 2009; tweede ronde: 17 januari 2010

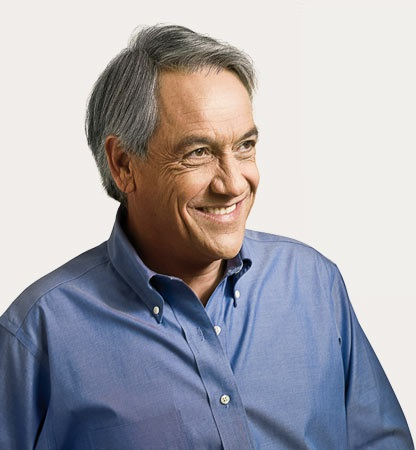
Sebastián Piñera (RN)
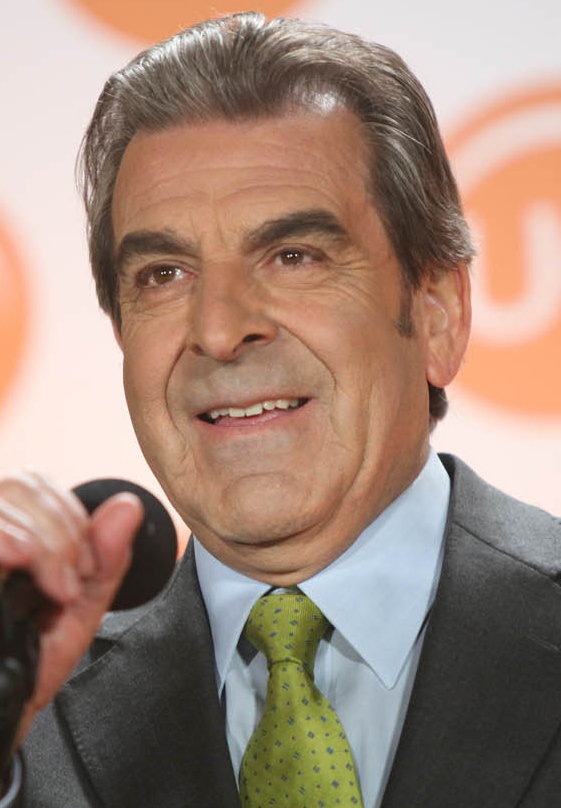
Eduardo Frei Ruiz-Tagle (PDC)

| Kandidaat                      | Partij/coalitie | Eerste ronde (%) | Tweede ronde (%) |
| ------------------------------ | --------------- | ---------------- | ---------------- |
| Sebastián Piñera Echenique     | RN/CFC          | 44,06            | 51,61            |
| Eduardo Frei Ruiz-Tagle        | PDC/CPD         | 29,60            | 48,39            |
| Marco Enríquez-Ominami Gumucio | Onafhankelijk   | 20,14            | —                |
| Jorge Arrate Mac-Niven         | PCCh/JPM        | 6,21             | —                |
| Totaal                         |                 | 100              | 100              |

## Presidentsverkiezingen van2013
- Datum: 17 november 2013; tweede ronde: 15 december 2013

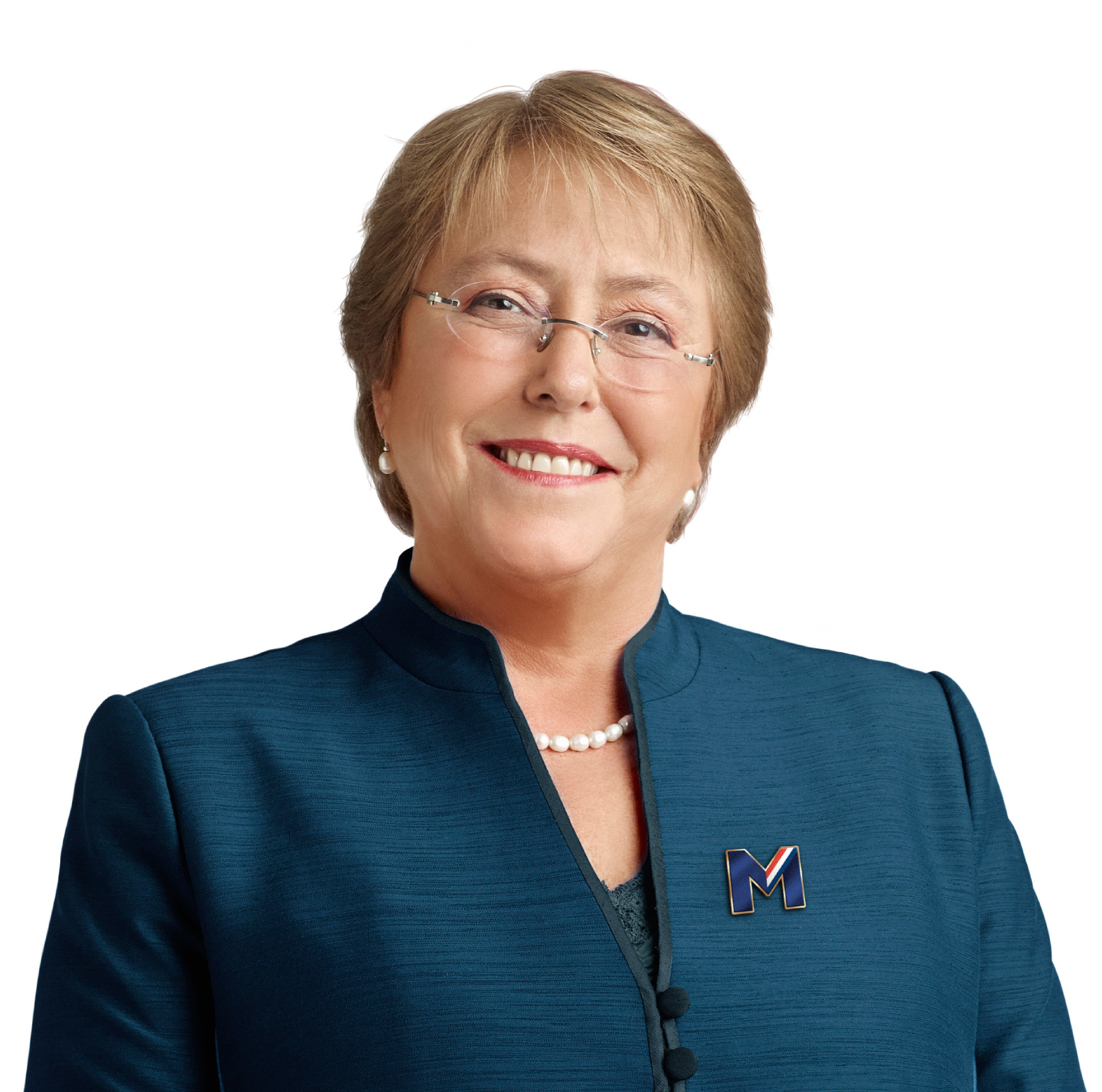
Michelle Bachelet (PS)
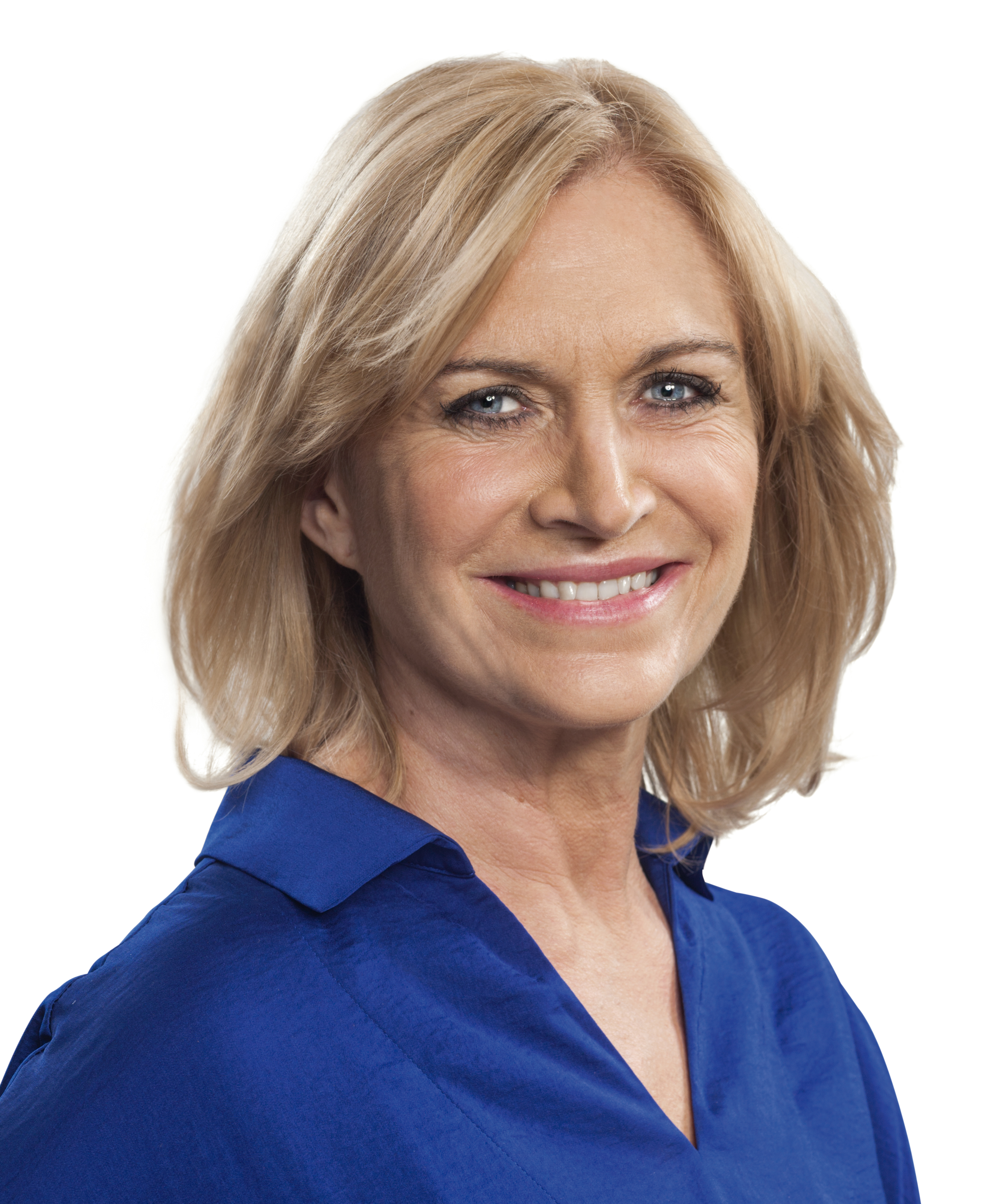
Evelyn Matthei (UDI)

| Kandidaat              | Partij/coalitie                  | Eerste ronde (%) | Tweede ronde (%) |
| ---------------------- | -------------------------------- | ---------------- | ---------------- |
| Michelle Bachelet      | PS/Nueva Mayoría                 | 46,70            | 62,16            |
| Evelyn Matthei         | UDI/Alianza                      | 25,03            | 37,83            |
| Marco Enríquez-Ominami | PRO/ Si tú quieres, Chile cambia | 10,98            | —                |
| Franco Parisi          | Onafhankelijk                    | 10,11            | —                |
| Marcel Claude          | PH/ Todos a La Moneda            | 2,81             | —                |
| Alfredo Sfeir          | PEV                              | 2,34             | —                |
| Ricardo Israel         | PRI                              | 0,57             | —                |
| Tomás Jocelyn-Holt     | Onafhankelijk                    | 0,19             | —                |
| Totaal                 |                                  | 100              | 100              |

## Presidentsverkiezingen van2017
- Datum: 19 november 2017; tweede ronde: 17 december 2017

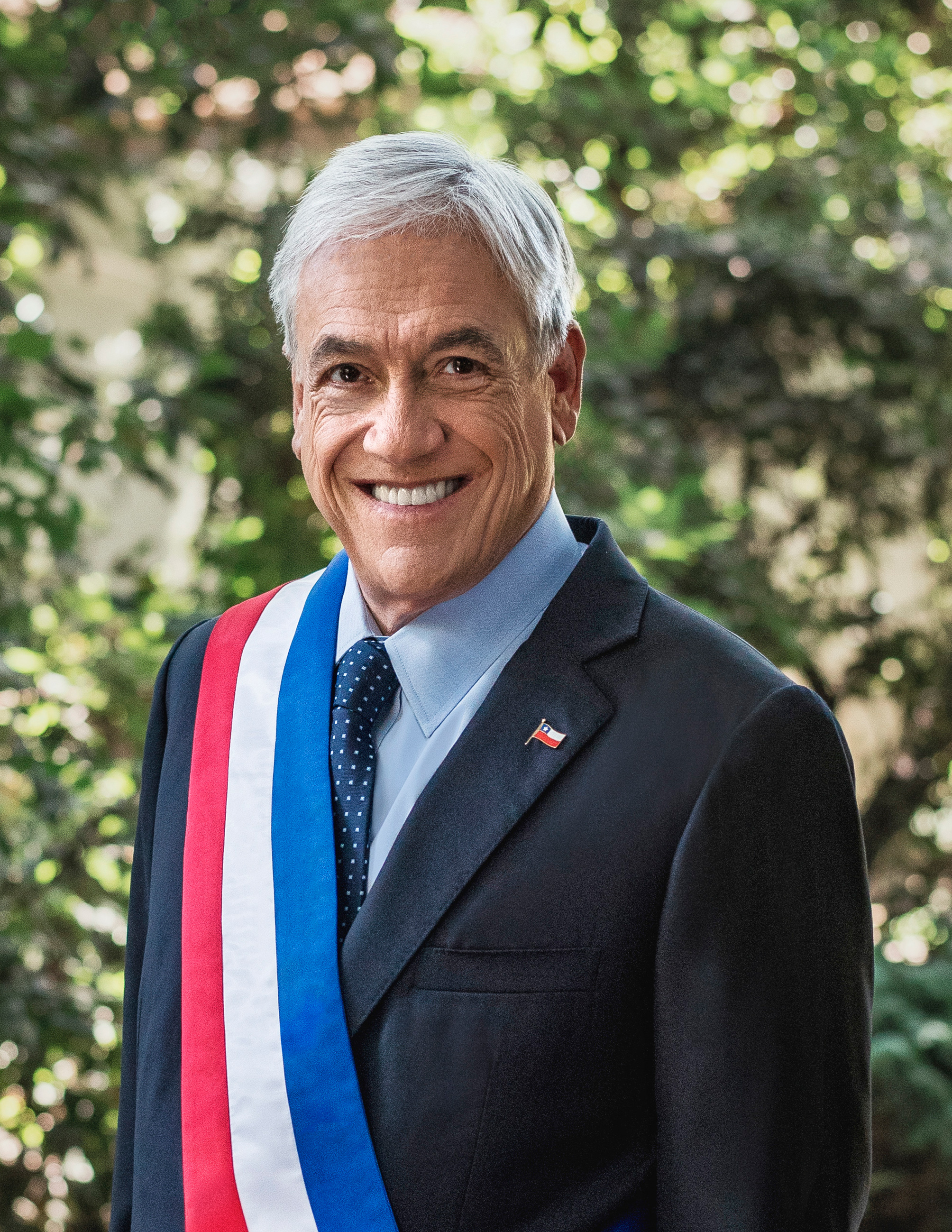
Sebastián Piñera (Chile Vamos)
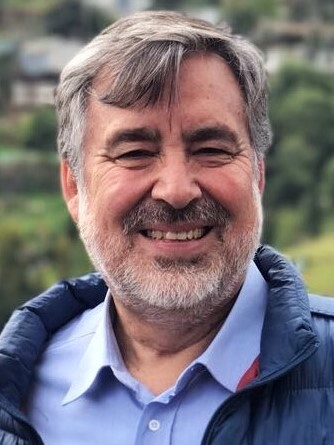
Alejandro Guillier (Nueva Mayoría)

| Kandidaat              | Partij/coalitie | Eerste ronde (%) | Tweede ronde (%) |
| ---------------------- | --------------- | ---------------- | ---------------- |
| Sebastián Piñera       | Chile Vamos     | 36,64            | 54,57            |
| Alejandro Guillier     | Nueva Mayoría   | 22,70            | 45,43            |
| Beatriz Sánchez        | Frente Amplio   | 20,27            | —                |
| José Antonio Kast      | Onafhankelijk   | 7,93             | —                |
| Carolina Goic          | PDC             | 5,88             | —                |
| Marco Enríquez-Ominami | PRO             | 5,71             | —                |
| Eduardo Artés          | UPA             | 0,51             | —                |
| Alejandro Navarro      | País            | 0,36             | —                |
| Totaal                 |                 | 100              | 100              |

## Presidentsverkiezingen van 2021
- Datum 21 november 2021; tweede ronde: 19 december 2021

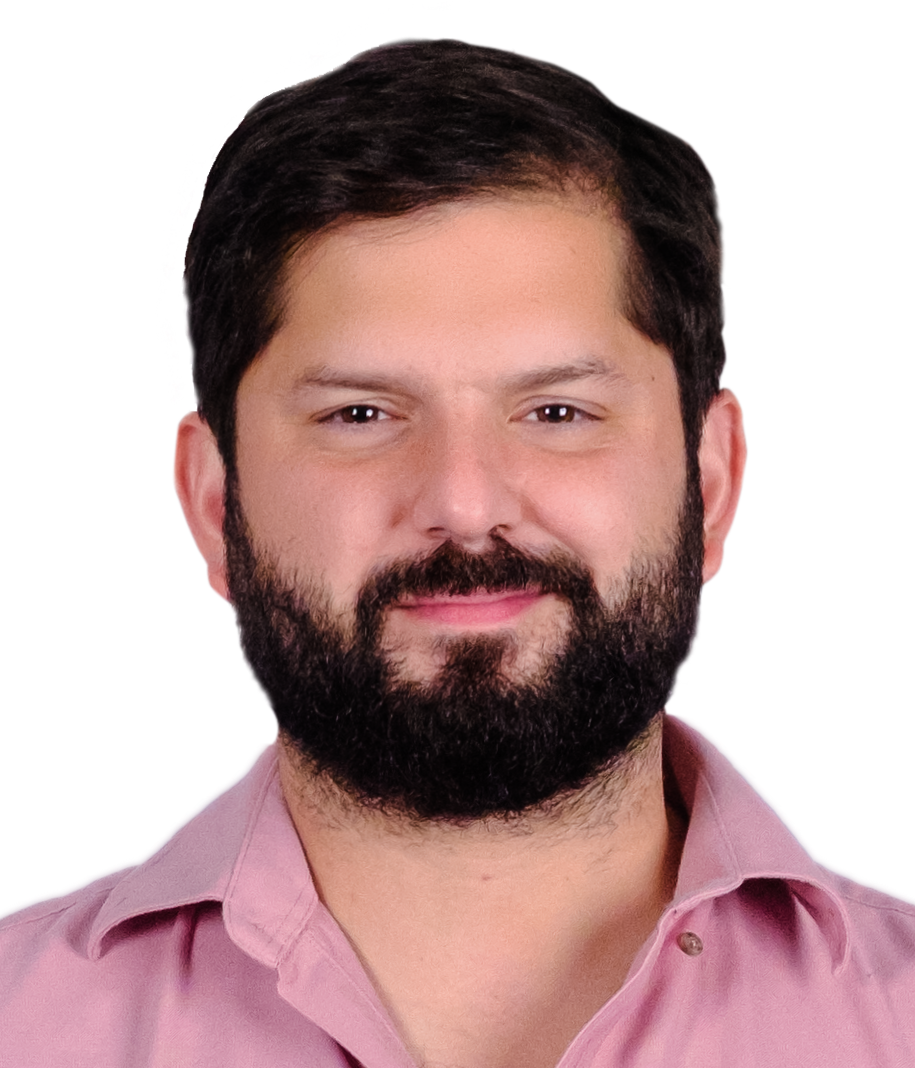
Gabriel Boric (Apruebo Dignidad)
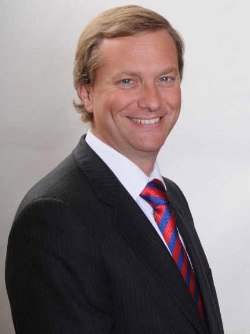
José Antonio Kast (Partido Republicano)

| Kandidaat              | Partij/coalitie     | Eerste ronde (%) | Tweede ronde (%) |
| ---------------------- | ------------------- | ---------------- | ---------------- |
| Gabriel Boric          | Apruebo Dignidad    | 25,83            | 55,87            |
| José Antonio Kast      | Partido Republicano | 27,91            | 44,13            |
| Franco Parisi          | Partido de la Gente | 12,80            | —                |
| Sebastian Sichel       | Chile Podemos       | 12,78            | —                |
| Yasna Provoste         | Nuevo Pacto Social  | 11,60            | —                |
| Marco Enríquez-Ominami | PRO                 | 7,60             | —                |
| Eduardo Artés          | UPA                 | 1,47             | —                |
| Totaal                 |                     | 98.76            | 100              |

## Presidentsverkiezingen van 2025
De volgende presidentsverkiezing vindt plaats op 23 november 2025.